# Quý Định
Quý Định (chữ Hán giản thể: 贵定县, bính âm: Guìdìng Xiàn, âm Hán Việt: Quý Định huyện) là một huyện thuộc Châu tự trị dân tộc Bố Y và dân tộc Miêu Kiềm Nam, tỉnh Quý Châu, Cộng hòa Nhân dân Trung Hoa. Huyện này có diện tích 1631 ki-lô-mét vuông, dân số năm 2002 là 280.000 người. Mã số bưu chính của huyện Quý Định là 551300. Chính quyền huyện đóng ở trấn Thành Quan. Về mặt hành chính, huyện này được chia thành 8 trấn, 10 hương. 
- Trấn: Thành Quan, Bàn Giang, Duyên Sơn, Cựu Trị, Xương Minh, Bình Phạt, Đức Tân và Tân Ba.
- Hương: Định Đông, Định Nam, Nham Hạ, Hầu Trường Bảo, Thiết Xưởng, Đô Lục, Lạc Bắc Hà, Tân Phố, Bão Quản, Củng Cố, Nhạc Thượng.